# Caleta Leptepu
Caleta Leptepu es una localidad del sur de Chile que se ubica en el extremo sur del fiordo Comau, en la comuna de Chaitén, Región de Los Lagos. Es parte de la Carretera Austral.
Se puede acceder hasta Caleta Leptepu mediante transbordador desde Hornopirén tras tres horas y media de viaje, o bien en lancha desde Caleta Pichanco, ubicada en el canal Cholgo.
Desde Caleta Leptepu, se puede seguir por un corto camino hasta Caleta Fiordo Largo, con la finalidad de tomar otro transbordador hacia Caleta Gonzalo que tarda media hora en cruzar el fiordo Reñihué.